# Cristóvão Lopes
Cristóvão Lopes (n. 1516, Lisabona, Portugalia – d. 1594, Lisabona, Portugalia) a fost un pictor portughez .
Cristóvão Lopes a fost fiul și discipolul pictorului regal Gregório Lopes, care a murit în 1550. Cristóvão i-a succedat tatălui său ca pictor regal al regelui Ioan al III-lea în 1551. Deoarece nu se cunosc lucrări ale sale înainte de moartea tatălui său, se presupune că până în acest moment Cristóvão a lucrat în atelierul tatălui său.
Puține tablouri se cunosc a fi fost realziate cu siguranță de către el, deoarece nu și-a semnat lucrările. Stilul de pictură al lui Cristóvão Lopes sugerează că este posibil să fi lucrat cu portretist-ul olandez Antonis Mor⁠(d) (cunoscut și sub numele de Antonio Moro), care venise în Portugalia în anii 1550 pentru a picta familia regală.
Cristóvão Lopes este pictorul unui altar pentru Mănăstirea Madre de Deus din Lisabona, în corul înalt al bisericii, care poartă portrete ale cuplului regal, Ioan al III-lea și ale soției sale, Ecaterina de Austria (sau Habsburg). Alte portrete regale care i-au fost atribuite sunt acum expuse la Muzeul Național de Artă Antică din Lisabona. De asemenea, este pictorul unei alegorii a Milei pentru Biserica Misericórdia din Sesimbra⁠(d).

## Antologie de lucrări importante
Deoarece Lopes nu și-a semnat lucrările, multe dintre aceste picturi sunt doar atribuite lui (sau atelierului său). Multe au fost copii ale operelor altora, cum ar fi ale lui Antonis Mor⁠(d).
- Portretul reginei Ecaterina a Austriei, soția regelui Ioan al III-lea al Portugaliei [3] (c. 1550-1560; atribuit) - Ulei pe lemn, 65,0 x 50,5 cm, Museu de S. Roque, Lisabona, inv. 50; vezi galeria de imagini de mai jos. [4]
- Portretul regelui Ioan al III-lea al Portugaliei [5] (c. 1550-1560; atribuit) - Ulei pe lemn, 65,0 x 50,5 cm, Museu de S. Roque, Lisabona, inv. 51; vezi galeria de imagini de mai jos. [6]
- Portretul reginei Ecaterina a Austriei cu Sf. Ecaterina [7] (c. 1552-1571; atribuit) - Ulei pe lemn, 198,2 x 150 cm, Mănăstirea Madre de Deus, Lisabona, inv. PINT 1; vezi galeria de imagini de mai jos.
- Portretul regelui Ioan al III-lea al Portugaliei cu Sf. Ioan Botezătorul [8] (c. 1552-1571; atribuit) - Ulei pe lemn, 199 x 147,3 cm, Mănăstirea Madre de Deus, Lisabona, inv. PINT 2; vezi galeria de imagini de mai jos.
- Portretul reginei Ecaterina a Austriei cu Sf. Ecaterina [9] (c. 1552-1571; atribuire atelier) - Ulei pe lemn, 177,5 x 84 cm, Museu Nacional de Arte Antiga, Lisabona, inv. 968; proveniență: Mănăstirea Nossa Senhora da Esperança, Lisabona; vezi galeria de imagini de mai jos.
- Portretul regelui Ioan al III-lea al Portugaliei cu Sf. Ioan Botezătorul [10] (c. 1552-1571; atribuire atelier) - Ulei pe lemn, 177 x 91,5 cm, Museu Nacional de Arte Antiga, Lisabona, inv. 967; proveniență: Mănăstirea Nossa Senhora da Esperança, Lisabona; vezi galeria de imagini de mai jos.
- Alegoria milei, Igreja da Misericórdia, Sesimbra.

## Galerie

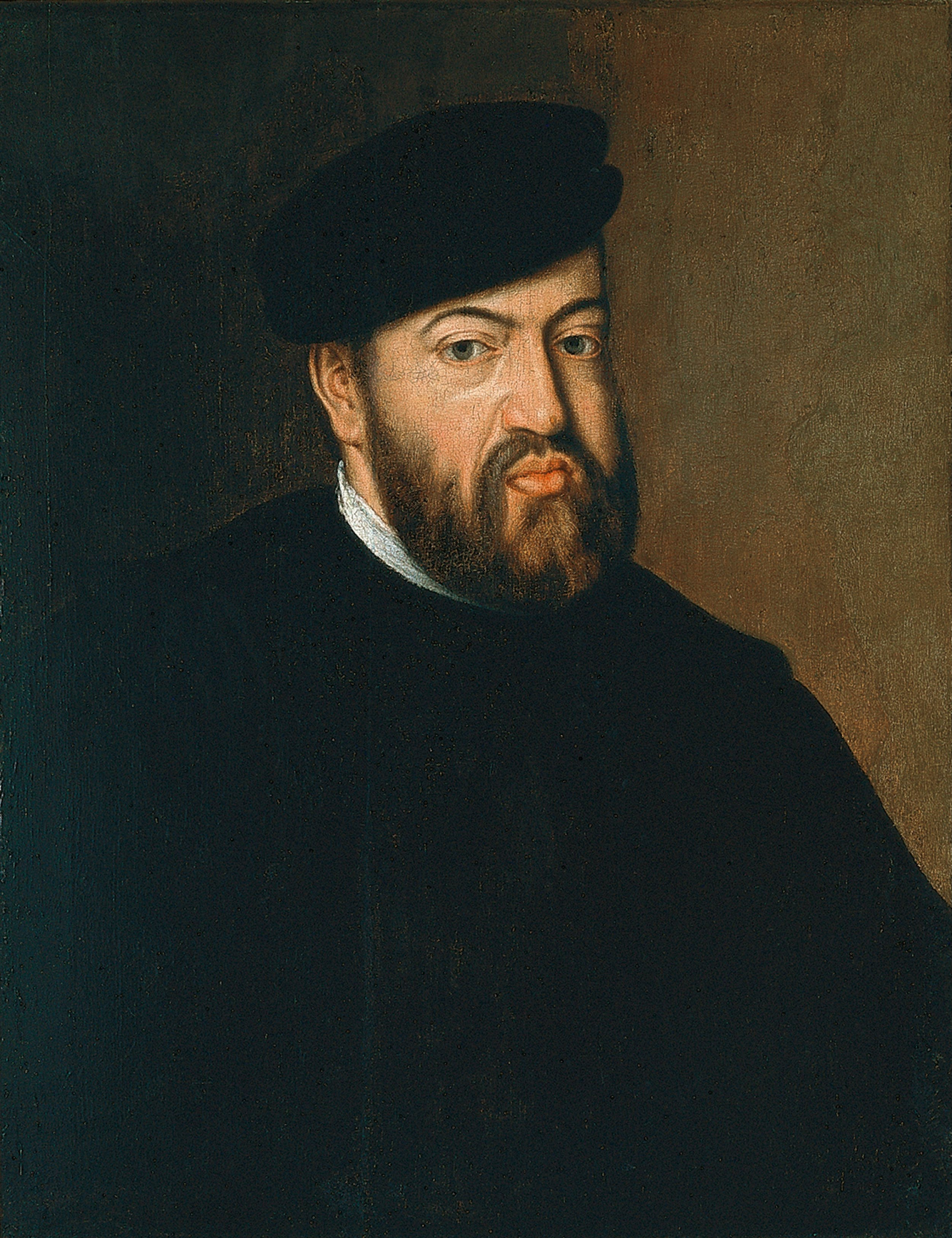
Regele Ioan al III-lea al Portugaliei
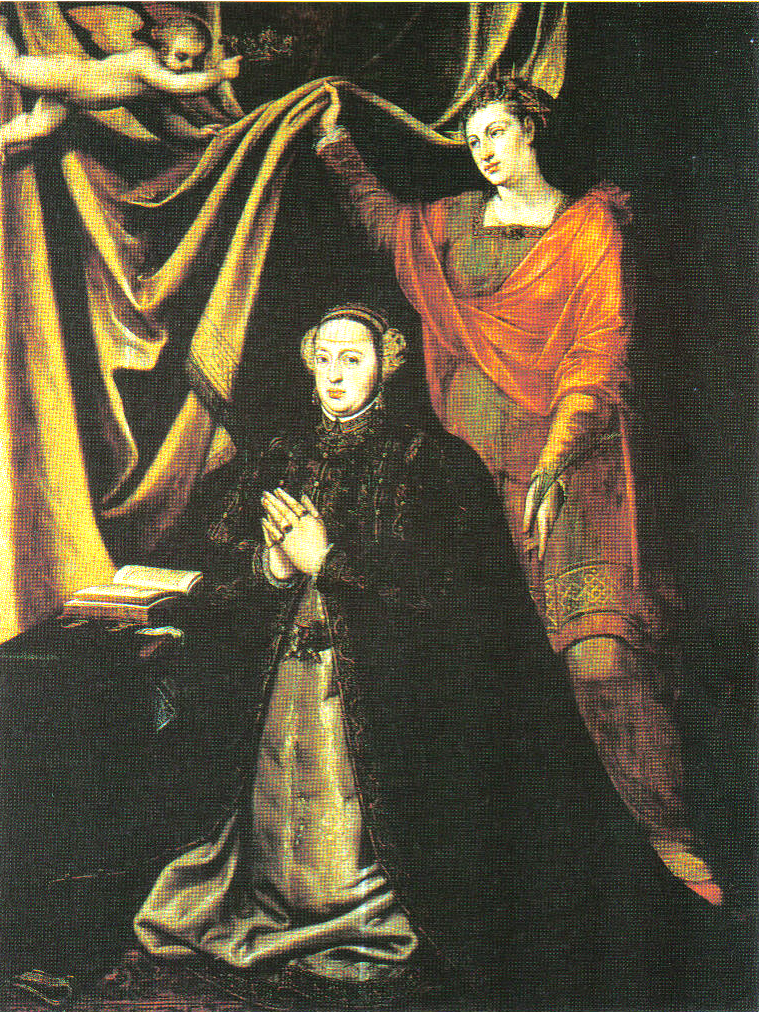
Regina Ecaterina și Sfânta Ecaterina (Convento da Madre de Deus)
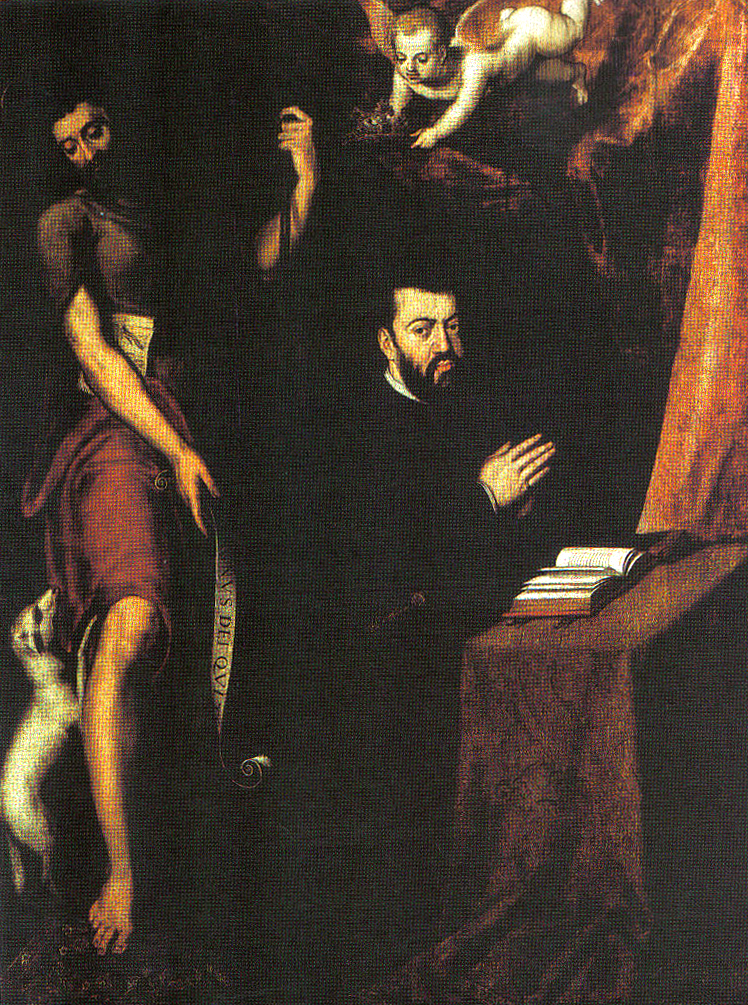
Regele Ioan al III-lea și Sfântul Ioan Botezătorul (Convento da Madre de Deus)
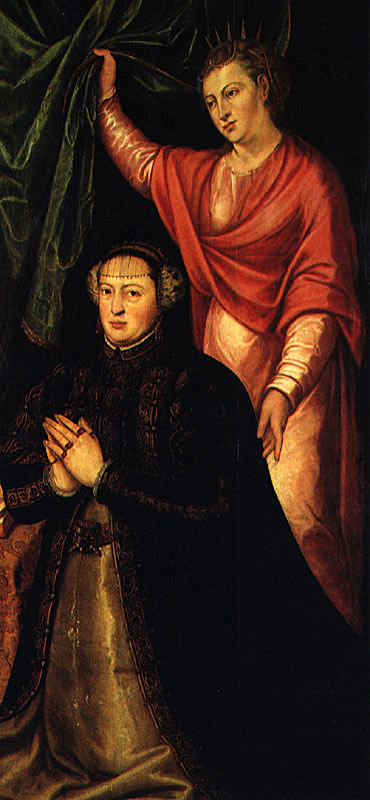
Regina Ecaterina și Sfânta Ecaterina (Nossa Senhora da Esperança)
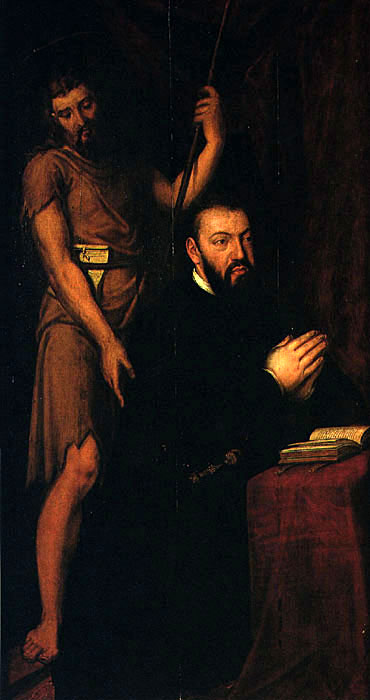
Regele Ioan al III-lea și Sfântul Ioan Botezătorul (Nossa Senhora da Esperança)